# لورنس کوت
لورنس کوت (فرانسوی: Laurence Côte‎؛ زادهٔ ۱۱ فوریهٔ ۱۹۶۶) هنرپیشه اهل فرانسه است.
از فیلم‌ها یا برنامه‌های تلویزیونی که وی در آنها نقش داشته‌است می‌توان به موج نو، دزدیها، آتش و اتاق مرگ اشاره کرد.